# Нове Тойдеряково
Нове Тойдеря́ково (рос. Новое Тойдеряково, чув. Ĕнел) — присілок у складі Яльчицького району Чувашії, Росія. Входить до складу Яльчицького сільського поселення.
Населення — 382 особи (2010; 419 у 2002).
Національний склад:
- чуваші — 99 %